# Älskade fascism: de svartbruna rörelsernas ideologi och historia
Älskade fascism: de svartbruna rörelsernas ideologi och historia är en populärhistorisk bok från 2013 av Henrik Arnstad om fascismens historia från början i Italien 1921 fram till Sverigedemokraterna i Sverige under 2010-talet.
Arnstad drev tesen att ideologin fascism kan sammanfattas som "folkligt förankrad ultranationalism med betoning på tanken om nationens återfödelse", en definition tagen från den brittiska historikern Roger Griffin. Ur denna definition drog han slutsatsen att det högerpopulistiska partiet Sverigedemokraterna är ett neofascistiskt" parti. Historiker och experter på området var kluvna om den definitionen, där bland annat professor Dick Harrison kritiserade den och professor emeritus Göran Dahl ansåg att begreppet var relevant.
I boken länkar Arnstad personer som Gustaf Mannerheim och Risto Ryti till den finländska lapporörelsen och fascismen. Boken kritiserades av den finska historikern Markku Jokisipilä: "Arnstad förfalskar inte fakta i sig, men han behandlar dem starkt selektivt och överdrivet". Arnstad svarade att han ansåg det var frågan om "tendentiös och vinklad journalistik som saknar relevans för det vetenskapliga samtalet" samt att han inte var intresserad av någon "nationalistisk och politiserad pseudodebatt".